# Бола Батов бабирус
Бола Батов бабирус (Babyrousa bolabatuensis), е вид бабирус от индонезийския остров Сулавеси. За първи път е описан през 1950 г. като подвид на бабируса (Babyrousa babyrussa), единственият признат до тогава вид бабирус, и издигнат до ранг на самостоятелен вид от Колин Гроувс и Ерик Мейард през 2002 г. Понастоящем Бола Батовият бабирус е известен със сигурност само от субфосилни останки от южния ръкав на Сулавеси. Въз основа на един череп от централен Сулавеси се предполага, че бабирусите от тази част на Сулавеси представляват съществуваща популация на бола батов бабирус, и това е проследено в третото издание на Mammal Species of the World. Въпреки това, най-скорошният основен преглед също открива прилики между екземпляра от Централен Сулавеси и тогеанският бабирус, което кара учените да заключат, че е налице неописан таксон и че таксономичната позиция на бабируса в Централен Сулавеси може да бъде определена само чрез допълнителни екземпляри. Субфосилни останки от югозападния ръкав на Сулавеси, където видът вече вероятно е изчезнал, са класифицирани като бола батов бабирус, но те са счетени за неподлежащи на класификация през 2002 г., както и съществуващите популации от източния ръкав на Сулавеси и Бутунг поради липса на екземпляри. Поради тези несигурности Червеният списък на IUCN временно синонимизира B. bolabatuensis под северния вид Сулавеси, B. celebensis, в очакване на изясняване на таксономията на бабируса от Сулавеси.